# Route nationale 148 (Italie)
Pour les articles homonymes, voir Route nationale 148 (homonymie).
La route nationale 148 ancienne strada statale Pontina (SS 148), désormais strada regionale 148 Pontina (SR148), est une route régionale qui relie Rome à la partie septentrionale de la province de Rome à la  province de Latina.

## Parcours

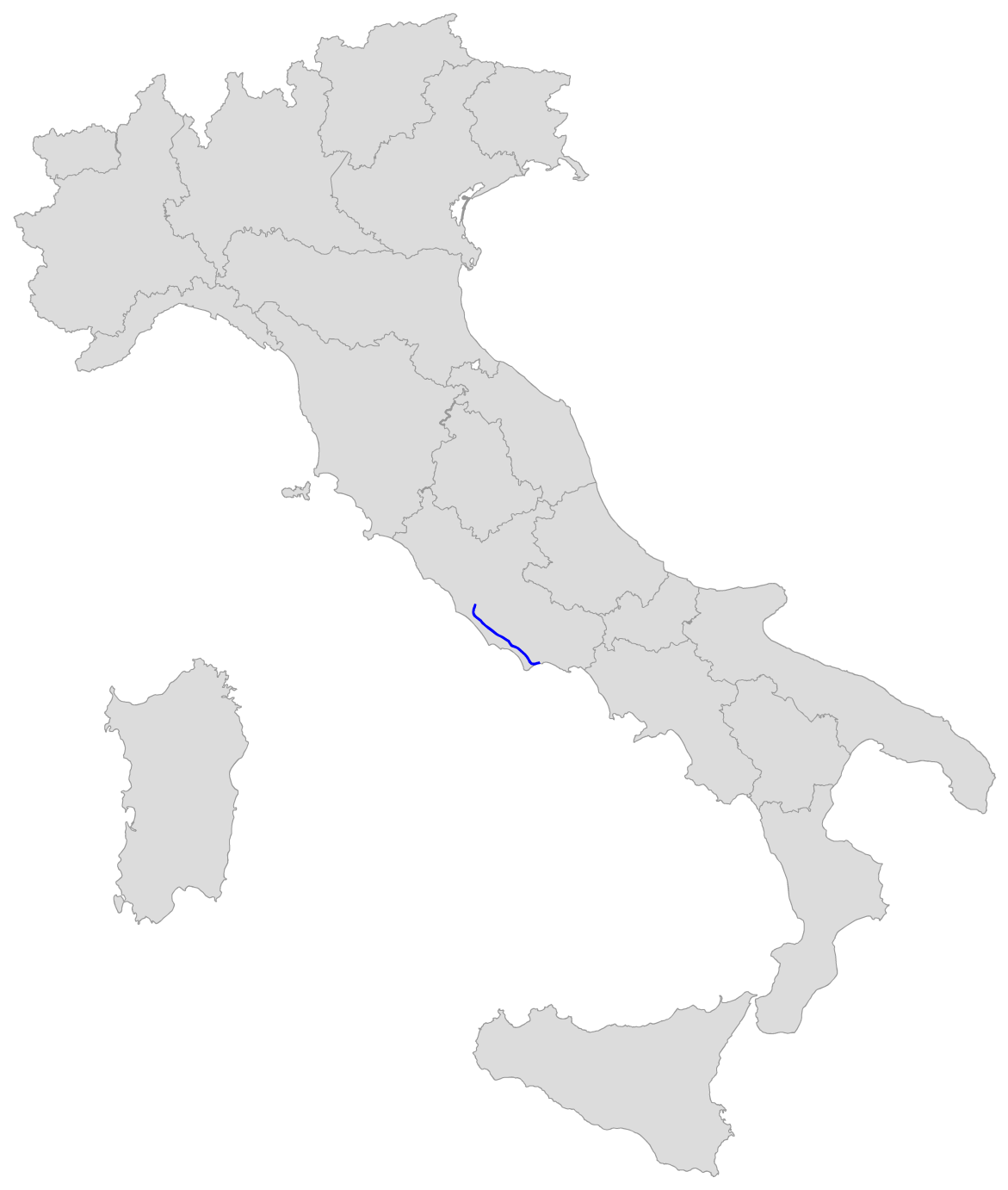
Parcours de la SS 148